# Долен (Благоєвградська область)
До́лен (болг. Долен) — село в Благоєвградській області Болгарії. Входить до складу громади Сатовча.

## Населення
За даними перепису населення 2011 року у селі проживали 370 осіб.
Національний склад населення села:
| Національність   | Кількість осіб | Відсоток |
| ---------------- | -------------- | -------- |
| болгари          | 71             | 82,6%    |
| турки            | 0              | 0%       |
| не визначились   | 14             | 16,3%    |
| Всього відповіли | 86             |          |

Розподіл населення за віком у 2011 році:
Динаміка населення: